# Australian Open 2012 - Doppio leggende femminile
Nicole Bradtke e Martina Navrátilová hanno vinto il titolo per essere arrivate prime nel round robin.

## Gruppo Unico
|  |                                    | Bradtke Navrátilová | Hingis Majoli | Austin Schett       | RR V–P | Set V–P | Game V–P | Posizione |
|  | Nicole Bradtke Martina Navrátilová |                     | 6-1, 6-3      | 6-2, 6(9)-7, [4-10] | 1-1    | 3-2     | 25-14    | 1         |
|  | Martina Hingis Iva Majoli          | 1-6, 3-6            |               | 6-3, 7-6(4)         | 1-1    | 2-2     | 17-21    | 2         |
|  | Tracy Austin Barbara Schett        | 2-6, 7-6(9), [10-4] | 3-6, 6(4)-7   |                     | 1-1    | 2-3     | 19-25    | 3         |

La classifica viene stilata in base ai seguenti criteri: 1) Numero di vittorie; 2) Numero di partite giocate; 3) Scontri diretti (in caso di due giocatori pari merito ); 4) Percentuale di set vinti o di games vinti (in caso di tre giocatori pari merito ); 5) Decisione della commissione.